# 水野由結
水野 由結（みずの ゆい、Yui Mizuno、1999年6月20日 - ）は、日本の女性シンガー、ダンサー、アイドル。神奈川県出身。所属事務所はアミューズ。2010年から2015年まで女性アイドルグループ「さくら学院」および、その派生ユニット「Twinklestars」「ミニパティ」のメンバーとして活動したほか、2010年から2018年までメタルダンスユニット「BABYMETAL」のスクリーム&ダンス担当としてYUIMETAL名義で活動した。

## 略歴

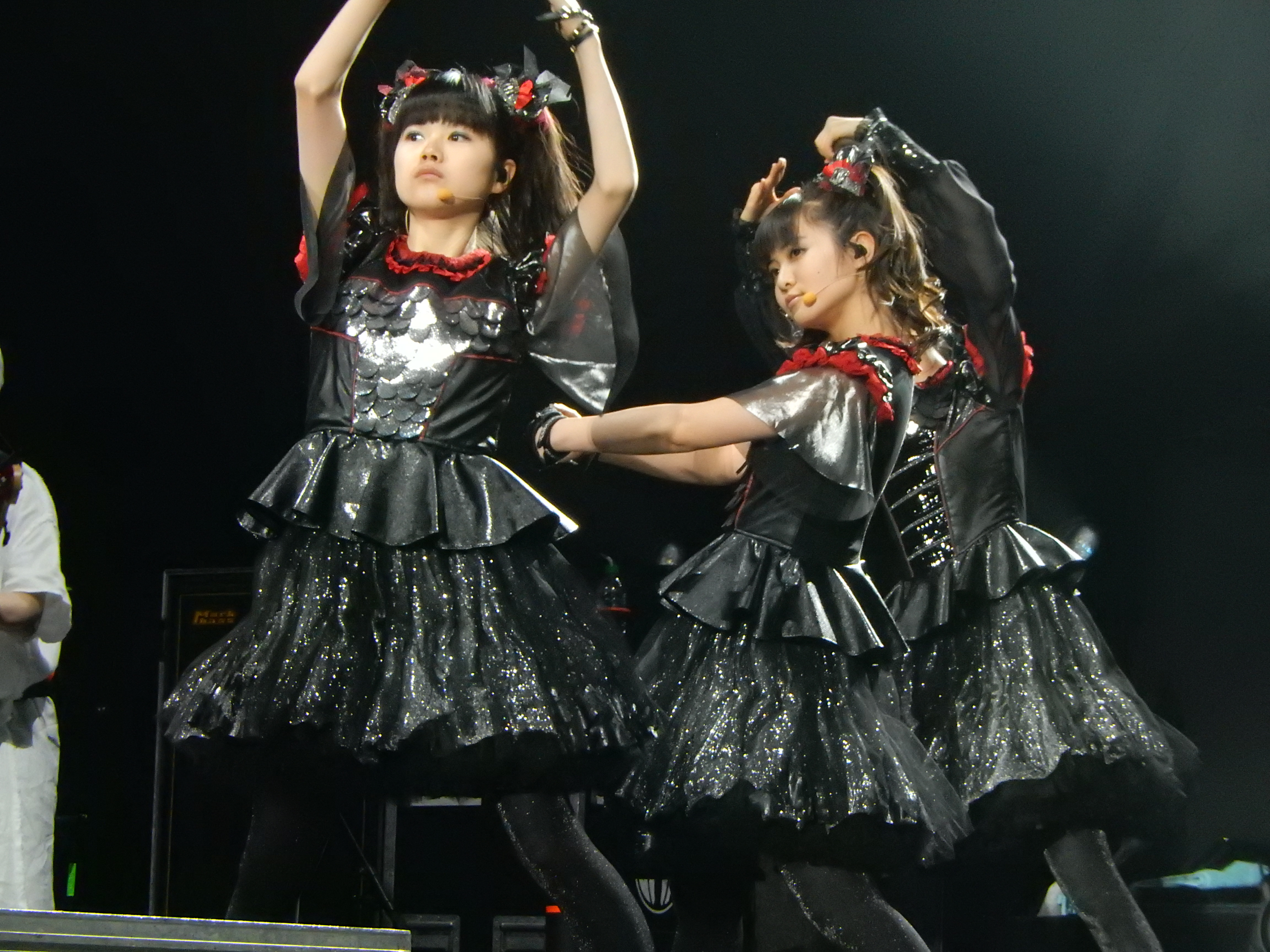
BABYMETAL - 自身(左)と同僚・MOAMETAL (2016年12月)

2007年、読者モデルとして活動後、アミューズに所属。2008年から2010年にかけてCM、ドラマ、舞台などで活動。
2010年8月、さくら学院の小等部に「転入生」として加入。同年10月、派生ユニットであるバトン部「Twinklestars」に参加し、11月には重音部「BABYMETAL」にYUIMETAL名義で参加。
2011年5月2日から2013年3月25日まで、菊地最愛とともに『saku saku』の番組コーナー「速報!神奈川県で最も売れているCDシングル週間売上ランキング」にチャート娘として出演。同年7月、クッキング部「ミニパティ」に2代目のメンバーとして参加。
2014年5月、さくら学院のプロデュース委員長に就任。2015年3月、さくら学院を卒業したが、BABYMETALの活動は継続した。
2017年12月から体調不良によりBABYMETALの公演を欠席していたが、2018年10月19日にアミューズ公式サイトにて、自らの体調が万全ではないことや「水野由結としての夢に向かって進みたい」との気持ちを理由にBABYMETALからの脱退を発表した。ファンに謝意を示すと共に「またいつか水野由結として皆様にお会いできるように努力し邁進します」と表明し、以後の芸能活動に含みを持たせた。

## 人物

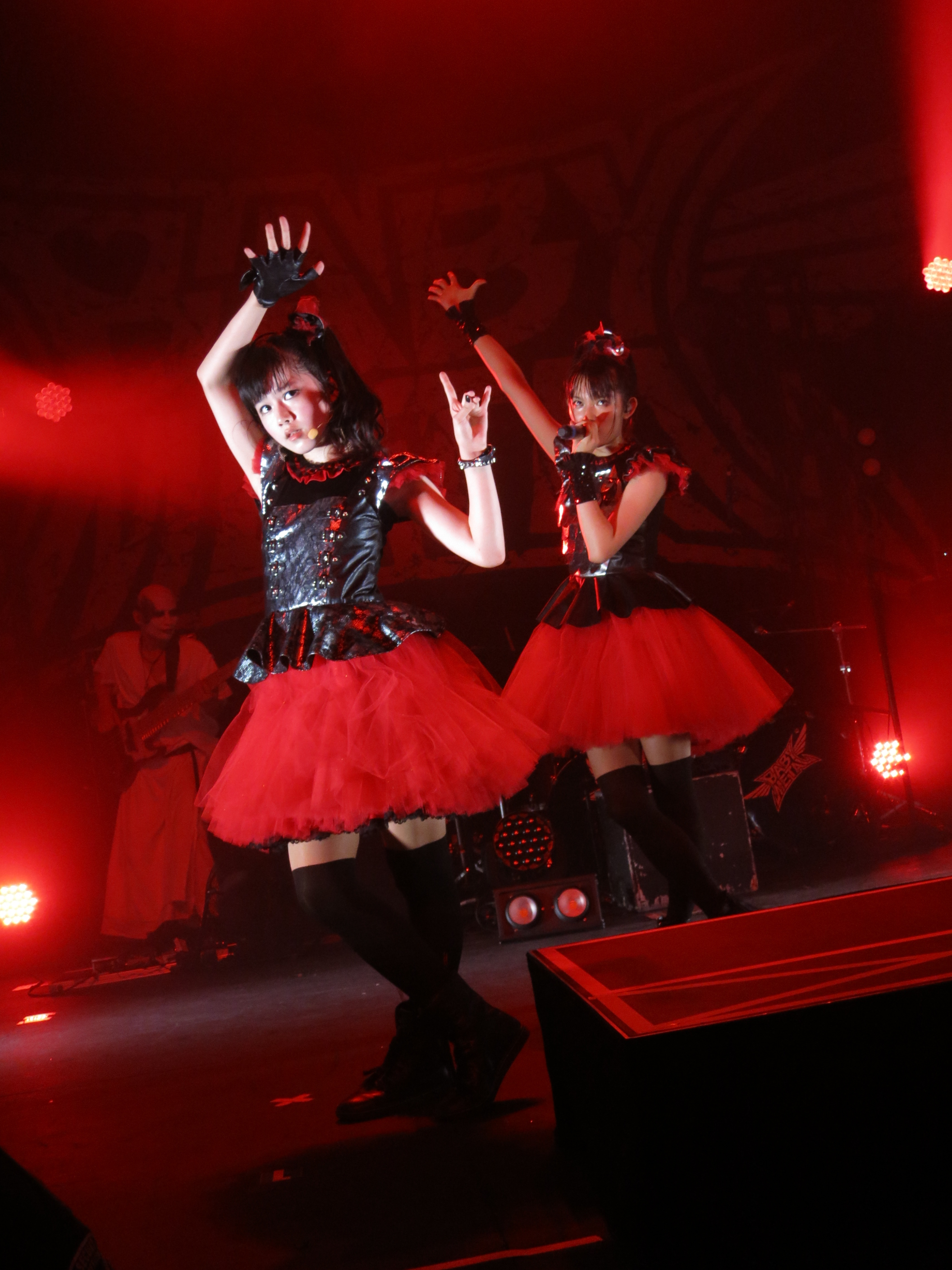
BABYMETAL - 自身(左)と同僚・SU-METAL (2014年7月)

高いダンススキルを有するとされ、MIKIKOは「もともとすごいダンスが得意で表現力が豊か」と2013年に評した。
2014年の中学3年生時点で、好きなアイドルは中元すず香も属した可憐Girl's、好きな海外アーティストはアリアナ・グランデ、好きなさくら学院の楽曲は「未完成シルエット」。水野は小学3年生の時、病気の家族を見舞う中で可憐Girl'sの歌を聴き込み励まされた。後日、家族と可憐Girl'sの「任務完了ライブ」を観た。さらにBABYMETALのライブで可憐Girl'sの楽曲「Over The Future」をカバーした。また、初めて買ったCDはももいろクローバーのものであるという。
2015年時点で、好きなBABYMETALの楽曲は「Road of Resistance」。その歌詞がつらくてもまだやれるよ、と伝えるものだから。また同年には「好きなメタルバンドは？」という質問に対して、カンニバル・コープスと答えた。

## 出演

### ドラマ
- MW-ムウ- 第0章 〜悪魔のゲーム〜（2009年6月30日、日本テレビ） - あすなろ園の孤児 役
- フジテレビ開局50周年記念特別番組 「探そう!ニッポン人の忘れもの」 第2夜“家族”の忘れもの ハッピーバースデー（2009年11月21日、フジテレビ） - 少女期の堀静代 役
- TBS・講談社主催「第2回ドラマ原作大賞」大賞受賞作「記憶の海」 第3話「山内教授の記憶」（2010年3月24日、TBS） - 小学生時の山内京子 役

### CM
- 「バンダイ プリキュアインナー」（2008年）
- 「フレッツ光 にねん割cm」（2012年）

### ネット配信
- 「新しいこども番組」（2009年9月18日、Goomo）

### 舞台
- おくりびと
  - 2010年5月29日 - 6月6日（赤坂ACTシアター）
  - 2010年6月6日 - 13日（シアターBRAVA!）
  - 2010年6月16日 - 24日（御園座）

### 書籍
- 小学一年生（小学館）
- ぷっちぐみ（小学館）